# Il motore del 2000
Il motore del 2000 è una raccolta di Lucio Dalla, pubblicata nell'estate del 1992, esattamente il 1º agosto. La sua uscita sul mercato discografico fu dovuta all'improvviso ritorno in auge del brano Il motore del 2000, in quanto scelto, nello stesso anno, quale colonna sonora dello spot pubblicitario della Fiat Uno Fire. Originariamente la canzone fu scritta da Lucio Dalla (assieme al poeta Roberto Roversi) nel 1976 ed era contenuta nell'album Automobili. Il disco contiene altre 11 tracce, tutte scritte dalla coppia Dalla/Roversi nel periodo tra il 1972 e 1976 e presenti negli album Il giorno aveva cinque teste, del 1973, Anidride solforosa, del 1975 e nel già citato Automobili, del 1976.

## Tracce
1. Intervista con l'avvocato – 2:18
2. Il motore del 2000 – 4:25
3. Anidride solforosa – 5:13
4. La borsa valori – 3:20
5. Carmen Colon – 4:16
6. Mela di scarto – 4:00
7. La bambina (L'inverno è neve, l'estate è sole) – 3:02
8. Passato, presente – 4:31
9. Il coyote – 4:35
10. L'operaio Gerolamo – 3:59
11. Due ragazzi – 3:34
12. Alla fermata del tram – 4:58